# セミオートマチックトランスミッション
セミオートマチックトランスミッション（英: Semi-automatic transmission、セミAT）は、車両のトランスミッションの一種で、その操作の一部（典型的にはクラッチの動作）が自動化されているが、停止からの発進や手動でのギア変更のために運転手の入力が必要である。セミオートマチックトランスミッションはもっぱらオートバイで使われた。従来型のマニュアルトランスミッションやシーケンシャルマニュアルトランスミッションに基づいているが、自動クラッチシステムを使用する。しかし、セミオートマチックトランスミッションの中には、トルクコンバータと遊星歯車機構を使用する標準的な油圧制御式オートマチックトランスミッションに基づくものもある。
特定の種類のセミオートマチックトランスミッションを指す名称として、クラッチレスマニュアル、オートクラッチ、2ペダルMTなどがある。これらのシステムで、クラッチはアクチュエータあるいはサーボを始動させるスイッチを介して自動的に操作されるが、運転手はまだ手動でギアをシフトさせる必要がある。レーシングカーなどで発進、停車時に限定的にクラッチ操作が必要な物も含まれる。これは、運転手がクラッチを操作して次にギア比を選択するが、トランスミッション内部のギア変更は自動的実行されるプリセレクタ・ギアボックスと対照的である。
最初にセミオートマチックトランスミッションが使用されたのは自動車においてであり、1930年代中頃に複数のアメリカの車メーカーが提供し始めて人気が高まった。伝統的な油圧制御式オートマチックトランスミッションよりも一般的ではないにもかかわらず、セミオートマチックトランスミッションは様々な車やオートバイのモデルで利用可能であり、21世紀に入っても生産され続けている。パドルシフト操作付きのセミオートマチックトランスミッションは様々なレーシングカーで使用されてきており、1989年にF1カーのフェラーリ・640の電気油圧ギアシフト機構を制御するために初めて導入された。これらのシステムは現在フォーミュラ1、IndyCar、ツーリングカーレースなど様々なレーシングカーのクラスで使用されている。その他には、オートバイ、トラック、バス、鉄道車両でも使用されている。

## 概要
走行時にクラッチ操作が必要ないトランスミッションはオートマチックトランスミッションに分類され、日本の道路交通法でもオートマチック限定免許（AT限定免許)で運転できることが規定されている。このなかで、ギア選択までも自動化したフルオートマチックトランスミッション（以下、フルAT）と区別して、運転者がギヤ選択操作をしなければならないものがセミATと呼ばれる。
しかし1980年代以降、NAVi5やデュアルクラッチトランスミッションのように、本来は2ペダルMTに分類される機構であったものが全自動変速機能を備えるようになったり、INVECS-IIのように本来はフルATであったものが、ギアの全段をシーケンシャル変速できるシフトゲートやパドルシフト付きステアリング・ホイールを備えるようになったりしたため、セミATとフルATの境目は次第に曖昧になってきている。
そのため、英語圏では便宜上前者に相当する2ペダルMTは電磁油圧式手動変速機、後者に相当するマニュアルモード付きフルATまたはCVTはマニュアルとオートマのかばん語であるマニュマチックという名称で呼び分けられている。

## 設計と操作
セミオートマチックトランスミッションは、ギアを変更すると同時にクラッチペダルあるいはレバーを踏む必要性を取り除くことによって、ギアシフトがより容易になっている。機械の型、設計、車両の時代に依って、油圧式、空気圧式、または電気式アクチュエータ、電気スイッチ、モーター、プロセッサ、あるいはこういったシステムを組み合わせて使って、運転手が要求した時（大抵はギアスティックを動かす）にギアシフトを実行する。セミオートマチックトランスミッションを搭載するほとんどの車は、クラッチが遠隔で制御されるため標準的なクラッチペダルが取り付けられていない。同様に、セミオートマチックトランスミッションを搭載するほとんどのオートバイはハンドルバー上の従来型のクラッチレバーが取り付けられていない。

### クラッチレスマニュアルトランスミッション
ほとんどのセミオートマチックトランスミッションは従来型のマニュアルトランスミッションを基にしているが、大抵は自動クラッチあるいは別の種類の部分的に自動化されたトランスミッション機構を使って操作される。クラッチが自動化されると、トランスミッションはセミオートマチックとなる。この種類のトランスミッションは「クラッチレスマニュアル」と呼ばれる。
旧式の乗用車におけるほとんどのセミオートマチックトランスミッションはマニュアルトランスミッションのHパターンシフターを引き継いでいる。同様に、旧式のオートバイは従来型のフットシフトレバーを引き継いでいる。しかしながら、最新のオートバイ、レーシングカー等におけるセミオートマチックシステムは、ステアリングホイール近くのシフトパドルやハンドルバー近くのトリガーといったギア選択法を使用することが多い。
クラッチ作動の自動化には油圧式、空気圧式、電気機械式クラッチから真空式、電磁式、遠心クラッチまで様々な形式が長年にわたって使われてきた。流体継手（初期のオートマチックトランスミッションで最もよく見られる）も、大抵はある種の機械摩擦クラッチと一緒に、停止に近付いた時やアイドル時に車両がストールするのを防ぐために、様々なメーカーによって使われてきた。
典型的なセミオートマチックトランスミッションの設計では、ギアスティックが操作された時に要求されたシフトの方向を検出するためにホール効果センサやマイクロスイッチを使用する。これらのセンサの出力と、現在のギアとその速度を計測するセンサからの出力が組み合わされて、トランスミッションコントロールユニット、エレクトロニックコントロールユニット、エンジンコントロールユニット、マイクロプロセッサ、あるいは別の種類の電子制御システムに送られる。この制御システムが次に滑らかなクラッチ締結に要する最適な時期とトルクを決定する。
電子制御ユニットはアクチュエータに動力を供給し、アクチュエータはクラッチを滑らかに締結、離合させる。サーボモータによってクラッチが作動するものもある。また、内部クラッチアクチュエータが電気モーターあるいはレノイドによって動力を得る完全な電気式の場合や、主クラッチアクチュエータが空気圧式アクチュエータの場合もある。
「オートスティック」と命名されたクラッチレスマニュアルシステムは1968年度にフォルクスワーゲンによって導入されたセミオートマチックトランスミッションである。「Volkswagen Automatic Stickshift」という商品名で販売されたこのシステムは、従来型の3速マニュアルトランスミッションが負圧動作式自動クラッチシステムに接続されていた。ギアスティックの頂部は、運転手の手で触れた時に容易に押し下げられて電気スイッチが入るように設計された。押されると、スイッチは12ボルトソレノイドを作動させ、ソレノイドが次に真空クラッチアクチュエータが操作し、クラッチが離合され、ギア間のシフトが可能になる。運転手の手がギアシフトから離れると、クラッチが自動的に再締結する。オートスティックはトルクコンバータとも組み合わされ、これによってオートマティック車と同様にギアを入れたままのアイドルや、どのギアでも停止や発進が可能になった。

### オートメイテッドマニュアルトランスミッション
1990年代末から、自動車メーカー各社は現在オートメイテッドマニュアルトランスミッション（AMT）と呼ばれているトランスミッションを導入し始めた。AMTは機械的にはそれ以前のクラッチレスマニュアルトランスミッションシステムと類似している。AMTは旧式のセミオートマチックトランスミッションやクラッチレスマニュアルトランスミッションと同じように機能するが、2つの例外がある。1つはAMTがクラッチとシフトの両方を自動的に操作できること、もう1つはトルクコンバータを使用していないことである。ギアシフトはトランスミッションコントロールユニット（TCU）から自動的に行われるか、シフトノブあるいはステアリングホイール背後に取り付けられたシフトパドルを使って手動で行われるかのいずれかである。AMTはマニュアルトランスミッションの燃費の良さとオートマチックトランスミッションの変速の容易さは兼ね備えている。最大の短所はTCUによって機械クラッチが離合されるためシフトが心地良くないことである。乗用車において、現代のAMTは一般的に6速（7速のものもある）で、やや長い歯車装置を持つ。賢いシフトプログラムと組み合わることで、燃費を大幅に向上することができる。一般に、AMTには一体型AMTと拡張型AMTの2種類が存在する。一体型AMTはAMT専用に設計されているが、拡張型AMTは標準的なマニュアルトランスミッションをAMTへ変換したものである。
オートメイテッドマニュアルトランスミッションには、運転手が全くギア変更をする必要がない全自動（フルオートマチック）モードを含むものがある。これらのトランスミッションは、自動化クラッチと自動化ギアシフト制御を備えた標準のマニュアルトランスミッションを説明することができる。このAMTは伝統的なオートマチックトランスミッションと同じように動作できる。例えば、エンジンが最高回転数に達するとTCUが自動的にギアをシフトする。AMTにはクラッチレスマニュアルモードもあり、センターコンソールに取り付けられたシフトセレクターやパドルシフターを使ってシフトアップやシフトダウンができる。AMTは従来型のオートマチックトランスミッションよりも費用が低い。
これらのトランスミッションは「マニュマチック（マニュアルモード付き）」オートマチックトランスミッションと混同してはいけない。マニュアルモード付きオートマチックトランスミッションは「ティプトロニック」や「ステップトロニック」、「スポルトマティック」、「ギアトロニック」といった商標で販売されている。これらのシステムはAMTと表面上は似ているように見えるが、機構としては遊星歯車式オートマチックトランスミッションそのものである。

### シーケンシャルマニュアルトランスミッション
オートバイやレーシングカーで使われているいくつかのセミオートマチックトランスミッションは実際に機械的にはシーケンシャルマニュアルトランスミッションに基づいている。オートバイ用セミオートマチックトランスミッションは一般的にクラッチレバーが除かれているが、従来型のヒール・アンド・トウ式のフットシフトレバーは保持している。
オートバイ用のセミオートマチックトランスミッションは通常遠心クラッチを使用する。アイドリング時のエンジン回転数では、エンジンはギアボックスのインプットシャフトから切り離される。トルクコンバータ式オートマチックトランスミッションとは異なり、適切に調性された遠心クラッチを使うとクリープ現象が生じない。エンジン回転数が上昇するにつれて、クラッチアセンブリ内部の錘が次第に外向きに旋回し、外側のハウジングの内側と接触し始めると、伝達されるエンジンパワーとトルクが増えていく。

### 油圧式手動無段変速機
油圧式農機・建設機械で採用されることのある、油圧式手動無段変速機では、他の油圧シリンダー機器等と同様に、油圧モーターへの送油量・送油圧を流量制御弁で無段に可変することで無段変速機として機能し、この流量制御弁はオペレーターが任意に手動操作でき、スロットルレバーをある程度開き固定したまま流量制御弁の開閉で制御されることが普通で、流量制御弁全閉（リリーフ弁より油圧はリザーブタンクへ戻る）すればクラッチ切断相当状態になる。例：油圧ショベル#クローラの操作。

## 歴史

### フォード・モデルTの2段変速機
1908年から製造されたフォードの大衆車「モデルT」（いわゆる「T型フォード」）は、ペダル操作による2段の遊星歯車式変速機を搭載していた。クラッチは半自動式で、パーキングブレーキをかけている間はクラッチが切断され、パーキングブレーキを緩めることでクラッチが接続される。変速はペダルで行われ、ペダルを踏んでいる間はローギアであり、足を離すとハイギアとなる。また、後進の際には停止中に別のバックギア用ペダルを踏む。当時主流だったギヤそのものを選択摺動する方式に対し、遊星歯車を用いて複雑な操作を不要にした変速システムであり、日本では大正時代の一時期、モデルT専用の運転免許が存在した。この容易な変速システムはモデルTが世界的に普及した一因であると共に、後にアメリカにおいてATが普及する素地を作ったとも言われている。

### プリセレクタ・ギアボックス
モデルTの変速システムは3段以上の多段化に適さず、高速化・高出力化に伴って3-4段のセミATを実現するための新たな方式として、1920年代にプリセレクタ・ギアボックス（英: Preselector gearbox）が登場した。
これは、半自動式クラッチと遊星歯車変速機を組み合わせた半自動変速システムで、クラッチペダルの代わりにチェンジペダルを備え、ステアリングコラムまたはダッシュボードに小型のシフトレバーが付いていた。変速段数は4段が主流であった。半自動クラッチには遠心式、電磁式、流体継手などの方式が用いられたが、特に流体継手は滑り現象によってほかの方式よりも半クラッチを行いやすいため、この方式の主流となった。
発進時には、まずシフトレバーを1速に入れ、さらにチェンジペダルをいったん踏んで足を離すと1速につながり、発進できる。半クラッチの必要はないが、アクセルの適度な調節は必要である。2速以上での変速も同様の操作で行われる。停止時にはブレーキを踏めば自動的にクラッチが切れる。変速に先立って変速段を選択しておくことから「プリセレクタ」の名称が生まれた。フランスのコタル（仏: Cotal）式やイギリスのウィルソン（英: Wilson）式が製品化され、概して信頼性の高いシステムであったと言われる。
最初の採用例は1928年にイギリスのヴィッカース・アームストロング社が製造した大型バスであった。特にイギリスとフランスで多く用いられ、1930年代のイギリスでは高級車・中級車にも広く使われた。レーシングカーの分野でもイギリスのレイモンド・メイズがライレーを基に開発した小型レーサー「ERA」がプリセレクタを搭載し、1930年代後半の小型車レースで優れた成績を収めた。またプジョーも1937年にスポーツカー「402ダールマット・スポール」にコタル式プリセレクタを搭載し、ル・マン24時間レースで好成績を収めた。第二次世界大戦後に至ってもデイムラーやランチェスター、ドライエなどが採用していたが、1950年代末期には現代型ATの普及によって衰退している。
軍事用途では1942年登場のドイツ国防軍のティーガーI戦車に、マイバッハ製の「OLVAR」8段プリセレクタギアボックスが採用されている。マイバッハは1929年以降自社の高級車でプリセレクタ・ギアボックスの採用実績があり、この技術力を戦車用パワートレインの製作にも反映したものであった。これとは別に、第一次世界大戦のイギリスの重戦車では、1917年3月に当時のマーク II 戦車を用いた「オールドベリー変速機試験」（Oldbury transmission trials）が行われ、ウォルター・ゴードン・ウィルソンの遊星歯車式プリセレクタ変速機を搭載したマークII戦車の他、ウィルキンスが各段の変速ギア毎に独立した常時噛合ギアシャフトとクラッチを備えた複式クラッチ変速機搭載のマークII戦車を参加させている。ウィルキンスの複式クラッチ変速機は操縦者が接続するクラッチを選択するだけで変速が完了する、後のデュアルクラッチトランスミッションの先駆例ともいえる構造であったが、両者とも最終的にはハーヴェイ-ジャーニー式油圧伝達装置に敗れ、マーク VII 戦車の制式採用は得られなかった。

### 自動クラッチ車
1930 - 1960年代にはマニュアルトランスミッション（以下、MT）の変速機構のままクラッチのみを自動化したセミATがヨーロッパで市販された。小型車 - 中級大衆車では古くはサキソマットに代表される遠心クラッチと真空サーボ（バキュームアクチュエータ）の併用式が用いられ、後にアクセル開度に応じて制御されるソレノイドを利用した電磁クラッチや油圧で乾式単板クラッチを作動させる方式（ルノー・トゥインゴの「イージーシステム」など）が登場、中級以上の車種の一部には流体継手（トルクコンバータ）と乾式単板クラッチの併用式（ポルシェ・スポルトマチック）も用いられた。
自動クラッチ車はシフトレバーがニュートラルに入るか、ギアを入れる方向に力を掛けた際に負圧や油圧で強制的にクラッチを断続する事で、クラッチペダル無しでも変速操作が完了するようになっている。日本の自動車メーカーが国内向けとして販売した車種では、1950年代末から60年代に掛けて、RT20型トヨタ・コロナや310型日産・ブルーバード、AF7型コニー・360などでサキソマットの採用例があり、その後、1960年代初頭に神鋼電機が日野自動車と電磁式オートクラッチを共同開発。日野・コンテッサに「シンコー・ヒノマチック」、富士重工業（現・SUBARU）もスバル・360に「オートクラッチ」として採用した。なお電磁式はシフトレバーに静電容量スイッチが内蔵され、シフトレバーに触れることでクラッチを切断する構造となっていた。しかし、意図せずシフトレバーに触れて不意にクラッチが切れることを防ぐため、レバーに触れ始めてからクラッチが切れるまでにある程度のタイムラグが設けられていた。その後もダイハツ工業が1980年代初頭のダイハツ・クオーレで、乾式単板クラッチと真空サーボを併用した「イージードライブ」を採用していた。
これらの形式はトルクコンバータ式のオートマチックトランスミッションのギア段数が少なく、動力損失や重量増大も大きかった時代、燃費の低下やエンジン騒音などを嫌気したメーカーによって「軽量で動力ロスのない形式」として開発が進められた。トルコン式フルATは元々は大排気量でエンジンの振動が少なく、高回転までスムーズに吹け上がるV型8気筒が主流で、他の国では高級なエンジン形式である直列6気筒すら最廉価版として位置付けられていたハイパワーなアメリカ車のために開発されたものであり、排気量や最大出力、エンジンの振動を考慮した実用回転数に一定以上の制約が避けられない直列4気筒や直列2気筒などが主流にならざるを得ない日本車や欧州車では、最大段数が少なく歯車比が低いアメ車とほぼ同じ構成のトルコン式フルATを搭載したAT車の走行性能や快適性は、同一車種のMT車と比較してどうしても大きく低下する傾向があった為である。
それでも、自動クラッチ車はスムーズに変速するには一度ニュートラルに入れてアクセルを煽ることで回転数を合わせたり、急なシフトレバー操作を控えるなどといった独特のコツが必要とされた為、市場のニーズは変速操作も自動化されたフルATに次第に移行していくようになった。1984年にはいすゞから、自動クラッチ車をベースに変速操作も全自動化したNAVi5を搭載するアスカが発売されたが（後にジェミニにも登場）、速度域に応じてトルコンを機械的に直結するロックアップ機構や、オーバードライブギア（O/D）を採用したトルコン式フルATが普及したことにより、主に高速巡行時の燃費やエンジン騒音の問題が解消されたため、自動クラッチ車はフルAT車に対する優位性を失っていき、日本では1980年代後半にはほぼ廃れた形式となった（但し、いすゞがNAVi5を進化発展させた大型トラック用の「スムーサー」は、現在12段変速まで進化している。）。その後は「全自動変速機能を持たない純然たる2ペダルMT」は、2000年に発売されたトヨタ・MR-SのシーケンシャルMTが近年唯一の例であった。
一方、欧州ではサキソマットの遠心クラッチを流体継手に置き換えたポルシェ・スポルトマチックや、VW・オートマチック・スティックシフトなどのような形式が1980年代まで製造された後も、ルノーやフィアットなどの廉価な小型大衆車を中心に、トルクコンバータ式フルATに比べて安価に製造できる自動クラッチ車の需要が残り続け、1990年代には乾式単板クラッチを油圧で操作するルノー・イージーシステムなどが登場、1990年代後半からは電磁クラッチとMTを組み合わせた方式がセミATの機構として一般化し、さらにその変速操作をアクチュエーターにより自動化してフルATとなったAMT（ロボタイズドMT、RMTとも）やデュアルクラッチトランスミッション（DCT）が、ヨーロッパを中心に廉価な小型車や大型トラックで普及しつつある。AMTは日本ではNAVi5以降はスムーサーやツインクラッチSSTなどが、一部の大型トラックやスポーツカーに採用されている程度であったが、2014年にスズキが油圧式ロボタイズドMTであるオートギヤシフト（AGS）を自社の軽自動車に積極的に採用し始め、2016年からは小型のハイブリッドカーへと採用の範囲を広めたことで大衆車にも普及の兆しが見え始めている。
また鉄道車両でも、デンマーク国鉄IC3型気動車がAMTに類似の機構を採用しており、総括制御と時速200km/hでの運転を可能としている。

## 市販車での採用例

### 乗用車

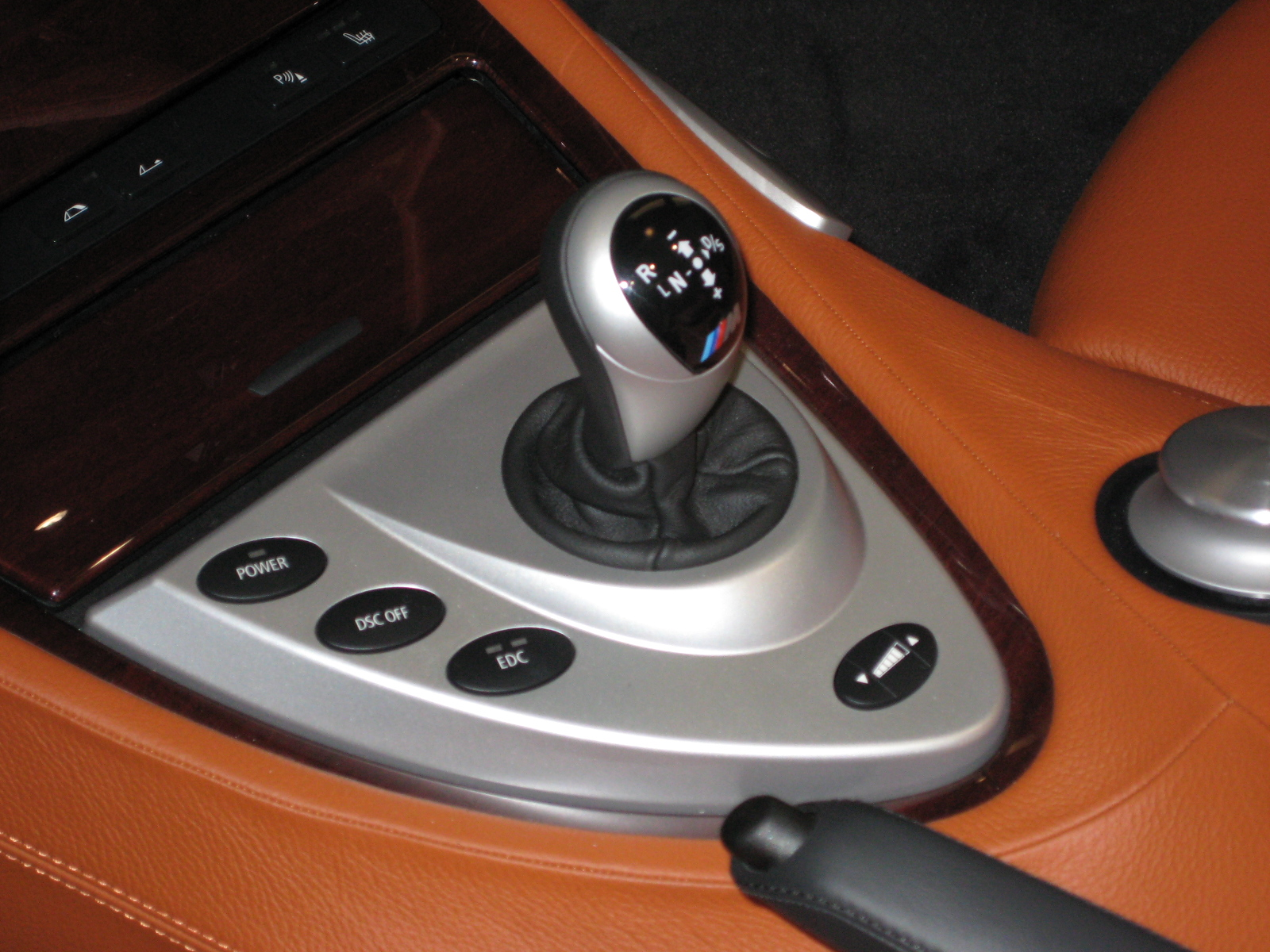
BMW・7速SMGのセレクター

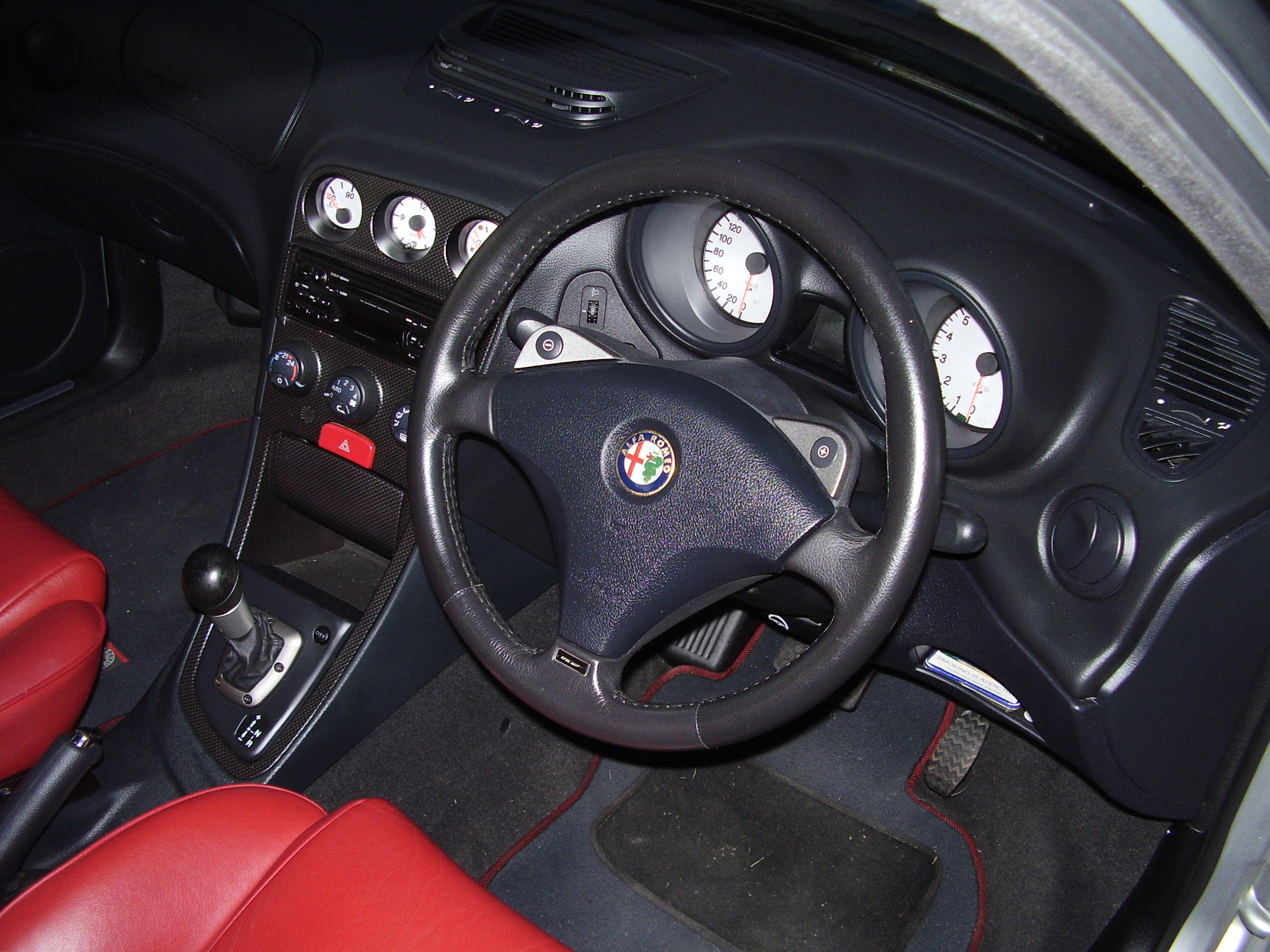
アルファロメオ・156の5速セレスピード

以下は乗用車のセミATの一覧である。このリストに掲載されている名称であってもフルオートマチックの製品もある。
- アルファロメオ - セレスピード
- BMW - SMG（シーケンシャル・マニュアル・ギアボックス）
- シトロエン - センソドライブ、EGS、ETG
- フェラーリ - F1システム
- フィアット - デュアロジック
- 本田技研工業 - ホンダマチック（フルオート式とセミオート式とが存在した）、i-SHIFT
- いすゞ自動車 - NAVi5、NAVi6
- ランボルギーニ - eギア
- ランチア - ドルチェ・ファール・ニエンテ（D.F.N.「何もしなくても良い甘美さ」の意）/ セレクトロニック（2008年のデルタから）
- 三菱自動車工業 - INVECS-III（同名のCVTもある）
- 三菱自動車工業 - TC-SST（ツインクラッチSST）
- 日産自動車 - GR6型デュアルクラッチトランスミッション、7M-ATx、9M-ATx
- マセラティ - カンビオコルサ（「レース用装備」の意）、デュオセレクト
- オペル - イージートロニック
- プジョー - 2トロニック（「マニュアルとオートの2モード」の意）、ETG
- ポルシェ - スポルトマチック（流体継手/乾板併用式）、ティプトロニック、ポルシェ・ドッペルクップルング（PDK）
- ルノー - イージーシステム（油圧式）、クイックシフト
- スマート - ソフタッチ、ソフタッチ・プラス
- スズキ - AGS（オートギヤシフト）
- ダイハツ工業 - イージードライブ（負圧式）
- フォルクスワーゲン - オートマチック・スティック・シフト（流体継手/乾板併用式）、DSG（ダイレクト・シフト・ギアボックス）、ASG（Automatisiertes Schaltgetriebe）
- トヨタ自動車 - SMT（シーケンシャル・マニュアル・トランスミッションの略）、MMT（マルチモード・マニュアル・トランスミッションの略）

### バス
大型バスのようなリアエンジンの車種の場合は運転席とトランスミッションが大きく離れていることから、シフトレバーには長いコントロールロッドや多数のリンク機構を介した伝達機構が用いられ、操作に大きな力が必要で剛性感や節度感が低く、確実な操作の妨げとなっていた。
そのため、乗務員のシフトミスや疲労軽減を目的として1980年代から、フィンガーシフトと呼ばれる油圧または空圧アクチュエーターを用いたMTが普及し始めた。これに加えてクラッチ操作を自動化したセミATが存在する。1980年代に日本国内の各バスメーカーが機械式ATを搭載したバス車両の製造に参入したが、当時はAT車を積極的に導入した一部のバス事業者で採用されたほかは普及せず、1990年代後半には製造を終息している。
トルクコンバーター式AT（トルコンAT）も価格・燃費の面であまり普及しなかったが、1990年代後半より登場したノンステップバスには一部標準採用されたものがあった。2010年以降は三菱ふそう・エアロスターが全てトルクコンバーター式ATとなったものの、セミATについては途絶えた状態であった。
路線バス車両にセミATが再び採用されるようになったのは、2012年よりいすゞ・エルガにハイブリッド車が追加された際である。また、2015年にいすゞ・エルガ（および統合車種の日野・ブルーリボン）がモデルチェンジした際にはMT車を廃止し、セミAT（AMT）が採用されることとなった（トルクコンバーター式AT車も設定）。日野・ブルーリボンのハイブリッド車も、2015年のモデルチェンジ車よりMTを廃止してAMTに変更された。2016年にはいすゞ・エルガミオ（および統合車種の日野・レインボー）のモデルチェンジの際にもAMTが採用されている。
観光・高速バス車両にもセミATが採用されるようになってきており、2017年にマイナーチェンジされた三菱ふそう・エアロクィーンと三菱ふそう・エアロエースはMT車を廃止し、AMTのみの設定となった。2017年にマイナーチェンジされた日野・セレガハイデッカショート（および統合車種のいすゞ・ガーラハイデッカー9）もMT車を廃止しAMTに変更された。2017年にマイナーチェンジされた日野・メルファ（および統合車種のいすゞ・ガーラミオ）もMT車並びにトルクコンバーター式AT車を廃止しAMTに変更された。また、2016年よりスカニアジャパンにより輸入されているバンホール・アストロメガは、全車セミAT（オプティクルーズ）を搭載している。
以下はバスにおけるセミATの一覧である。
- いすゞ自動車 - NAVi5、NAVi6
- 日野自動車 - EEドライブ
- 三菱ふそうトラック・バス - MMAT、INOMAT
- 日産ディーゼル（現UDトラックス） - E-MATIC、ESCOT
- 三菱ふそう・ローザ - デュオニック
- いすゞ・エルガハイブリッド - 米・イートン製AMT
- いすゞ・エルガ／日野・ブルーリボン（ディーゼル車） - いすゞ製AMT
- いすゞ・エルガミオ／日野・レインボー - いすゞ製AMT
- 日野・ブルーリボンハイブリッド - 日野製AMT
- 三菱ふそう・エアロクィーン/三菱ふそう・エアロエース - SHIFT PILOT
- 日野・セレガハイデッカショート/いすゞ・ガーラハイデッカー9 - Pro Shift7
- 日野・メルファ/いすゞ・ガーラミオ - Pro Shift6
- バンホール・アストロメガ TDX24 - オプティクルーズ

### トラック
各メーカーよりセミAT搭載のトラックが発売されていて、クラッチペダルを備えない2ペダルのもののほか、「プラットホーム着け」など、荷扱い時の停止位置合わせなどで操作するためのクラッチペダルを備えているものもある。乾式単板摩擦クラッチをアクチュエーターによって自動化した方式のほか、フルードカップリングと湿式多板摩擦クラッチを組み合わせたものがある。アクチュエーターは油圧やモーター、ソレノイドを用いたものがある。
以下はトラックにおけるセミATの一覧である。
- 日産自動車 - AMT（オートマチック・メカニカル・トランスミッション）
- いすゞ自動車 - NAVi5、NAVi6、スムーサー
- 日野自動車 - Pro Shift
- 三菱ふそうトラック・バス - INOMAT、デュオニック
- 日産ディーゼル（現UDトラックス） - ESCOT
- ダイムラー - テリジェント・オートマティック・ギアシフト
- ボルボ - I-シフト（英語版）
- スカニア - オプティクルーズ

### オートバイ
ホンダは1958年に従来型のカブF型からスーパーカブC100へモデルチェンジを行う際に、シフトペダルの操作でクラッチが切れる機構を追加した自動遠心クラッチを採用し、従来は左ハンドルレバーで行っていたクラッチ操作を廃した。同様にヤマハ・メイトやスズキ・スーパーフリー、スズキ・バーディーも自動遠心クラッチを採用していた。なお、自動遠心クラッチはシフトペダルを踏み込み続ける事により、クラッチを強制的に切りっぱなしにする事も可能となっている。
ホンダはスクーターでも1961年にジュノオM80型に「HRDミッション」と呼ばれる、バダリーニ式の油圧機械式無段変速機を採用した。これは乗り手が手動で無段階に変速を調整でき、滑らかで駆動ロスの少ない画期的な変速機であった。クラッチレバーは取り付けられていたがクラッチを使わなくても変速は可能とされていた。ジュノオは商品としては失敗作に終わったが、ホンダはその後もバダリーニ式の研究開発を続け、1990年にはHRDよりも小型・高圧化したものを新たに「HFT」（Human-Friendly Transmission）と名付け、モトクロッサー・RC250MAに採用。参戦2年目にあたる1991年にモトクロス全日本選手権でシリーズチャンピオンを獲得している。2001年には北米向けの全地形対応車（ATV）にて、HFTを「ホンダマチック」の商標で採用。さらに、世界初のロックアップ機構を備えて商標自体も「HFT」（Human-Friendly Transmission）とし、2008年3月7日発売のDN-01に搭載した。DN-01ではクラッチレバーを廃して変速操作を可能としていたが、車両コンセプトの中途半端さが祟って僅か2年ほどで販売終了に追い込まれ、HFTの採用もATVを除いては広がりを見せる事はなかった。同時期の大型車では2006年式ヤマハ・FJR1300が電子制御式クラッチYCC-Sを採用してクラッチレバーを廃し、シフトペダルと左手元のシフトレバーとのどちらでも変速操作を可能とした。2010年にはホンダがVFR1200Fにて、二輪車では世界初のデュアルクラッチトランスミッションの採用に漕ぎ着けており、その後も多くの車種でDCTの採用が広がっている。

## モータースポーツでの利用

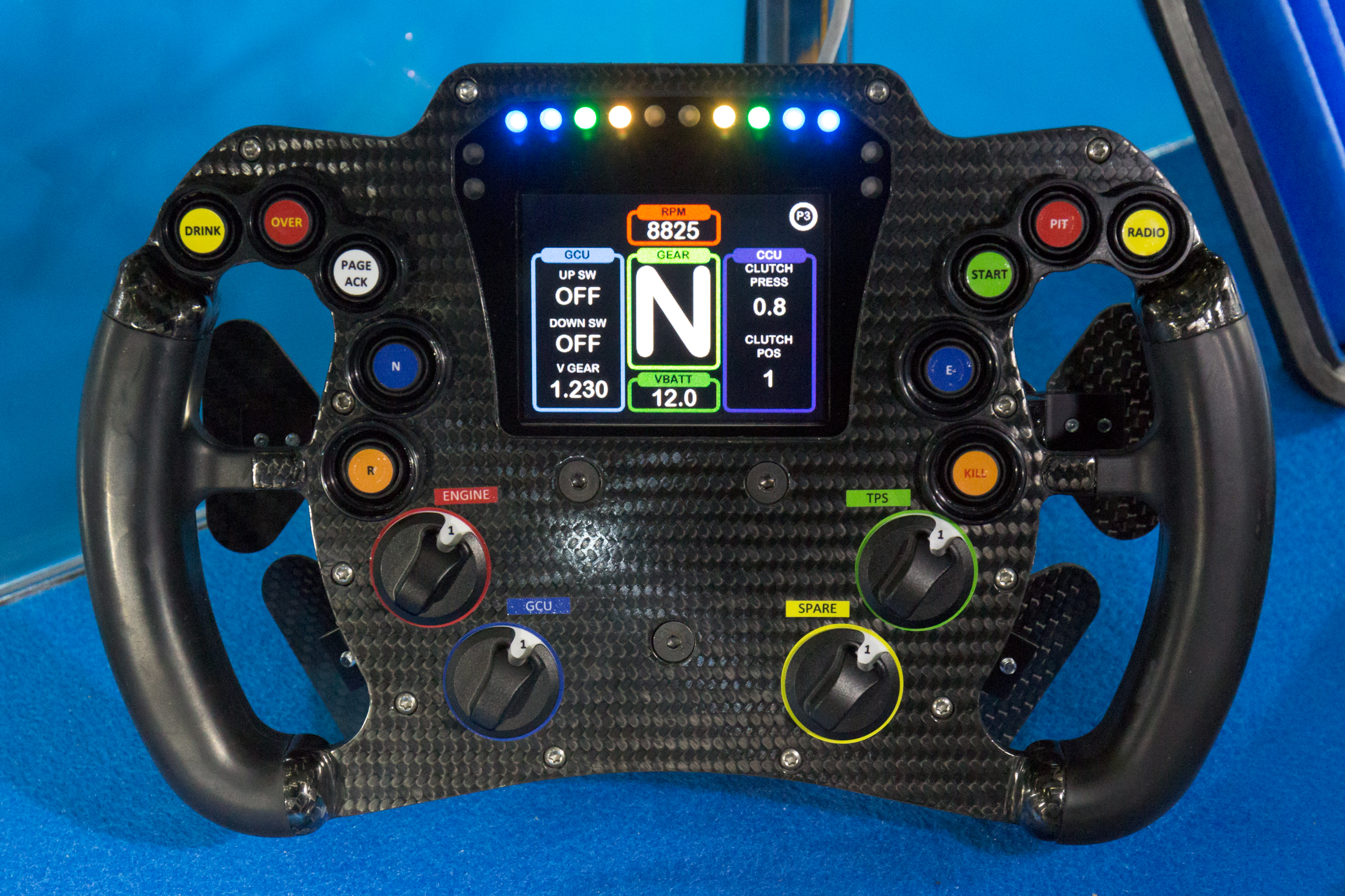
パドルシフトの、ダラーラ・SF14のコスワース製ステアリングホイール

戦前からセミATを採用したレーシングカーは存在していたが、ロータス・76やアウディ・スポーツ・クワトロS1などで採用されたのみで、通常の3ペダルMTに比べると少数派であった。
しかし、フェラーリが1989年のF1でフェラーリ・640にセミATを投入して3勝の戦果を挙げてからは状況は一変。デビュー年は信頼性不足でリタイア多数だったものの、信頼性が確保されるとコックピット設計やシフトチェンジの迅速さ、シフトミスをしてもコンピューター制御によってオーバーレブが回避できる等のメリットから採用例が増え、現在フォーミュラカーやスポーツカーをはじめとするプロフェッショナルなレーシングカーでは、セミATが多数派となっている。
スタート時、停車時のみ手動でクラッチを操作する車両もある。その場合フットボックス(足下)にクラッチペダルが設けられているか、クラッチペダルが無く、ステアリングホイール裏にあるクラッチ用のパドルで操作する。